# Брюэр, Колтен
Колтен Брэдли Брюэр (англ. Colten Bradley Brewer; 29 октября 1992, Даллас, Техас) — американский бейсболист, питчер клуба Главной лиги бейсбола «Чикаго Кабс». Победитель Японской серии 2023 года в составе «Хансин Тайгерс».

## Карьера
Брюэр окончил старшую школу в Кантоне в 2011 году, после чего был задрафтован клубом «Питтсбург Пайрэтс» под общим 122 номером. В 2012 и 2013 годах Колтен провёл девять игр в качестве стартового питчера в фарм-клубах Питтсбурга, а сезон 2014 года он пропустил полностью.
В 2016 году Брюэр провёл 18 игр за «Брейдентон Мародёрс», одержав три победы при семи поражениях с пропускаемостью ERA 4,09. В декабре на драфте по правилу 5 его выбрали «Нью-Йорк Янкис». В сезоне 2017 года он провёл 41 игру в клубах системы ньюйоркцев «Тампа Янкис», «Трентон Тандер» и «Скрэнтон/Уилкс-Барре Рэйл Райдерс». В ноябре он подписал однолетний контракт с клубом «Сан-Диего Падрес».
В апреле 2018 года Колтен был переведён в основной состав «Падрес» из «Эль-Пасо Чиуауас» и дебютировал в Главной лиге бейсбола. 20 ноября «Падрес» обменяли Брюэра в «Бостон Ред Сокс».
Перед началом сезона 2023 года Брюэр подписал контракт игрока младшей лиги с клубом «Тампа-Бэй Рейс». По итогам сборов ему не удалось закрепиться в составе, до старта регулярного чемпионата питчера обменяли в «Нью-Йорк Янкис». За основной состав команды он провёл 8,1 иннингов в трёх матчах с пропускаемостью 4,32. В середине апреля клуб выставил Брюэра на драфт отказов и он продолжил выступления на уровне AAA-лиги в «Скрэнтон/Уилкс-Барре Рейлрайдерс». В новой команде его пропускаемость по итогам 20 иннингов составила 1,35 с долей страйкаутов 29,9 %. Успешное выступление привлекло внимание команды Японской лиги «Хансин Тайгерс». Подписав контракт, Брюэр доиграл сезон в её составе, приняв участие в четырнадцати играх, в том числе двух в плей-офф, по итогам которого «Тайгерс» стали победителями Японской серии. После окончания сезона он вернулся в США и в январе 2024 года подписал контракт игрока младшей лиги с «Чикаго Кабс».